# Nothomyia viridis
Nothomyia viridis är en tvåvingeart som beskrevs av James Stewart Hine 1911. Nothomyia viridis ingår i släktet Nothomyia och familjen vapenflugor.
Artens utbredningsområde är Puerto Rico. Inga underarter finns listade i Catalogue of Life.